# Sotsha Dlamini
Sotsha Dlamini (Mankayane, 1940. május 27. – Nhlambeni, 2017. február 7.) szváziföldi politikus.

## Élete
1986 és 1989 között Szváziföld miniszterelnöke volt. Politikai pályafutása befejezése után Manzini város malmainál biztonsági vezető, majd nyugdíjba vonulása után gazdálkodóként tevékenykedett.